# Зуботехническая лаборатория

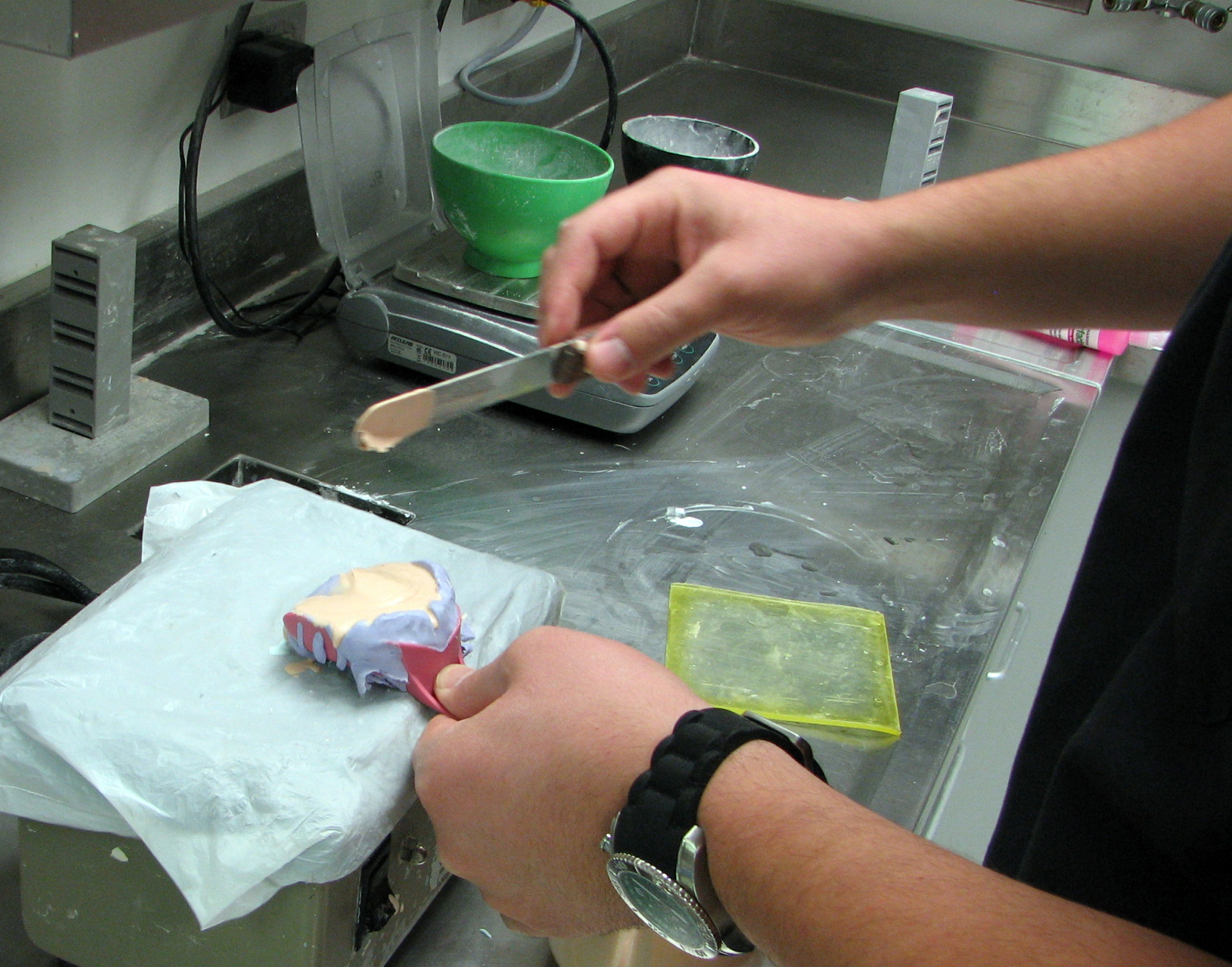
Заливка зубного слепка в зуботехнической лаборатории в г. Эль-Пасо (Техас, США)

Зуботехни́ческая лаборато́рия — производственная основа ортопедического отделения стоматологии,  либо самостоятельное производство зубных протезов  вне стоматологической поликлиники, место работы зубных техников и производства зубных протезов.

## Структура
Современные зуботехнические лаборатории в странах бывшего СССР разделились на два типа, образца XX века и образца XXI века. Первый тип наиболее распространен, в государственных поликлиниках. 
Такие лаборатории (образца XX века) обычно располагаются рядом с ортопедическим кабинетом  и состоят из основных и подсобных помещений разного назначения:
- Основная (заготовочная) — в ней изготавливаются основные зубные протезы и аппараты[2], предназначена для работы с керамикой, пластмассой, металлами и воском. Оснащена зуботехническими столами.
- Гипсовочная — предназначена для работы с гипсом, в частности для получения моделей и их гипсовки в артикуляторы, окклюдаторы и кюветы[3]; в гипсовочной лаборатории может находиться аппаратура для полимеризации пластмассовых протезов и полировальное оборудование, оснащена гипсовочным столом, вибро столиком, триммером, и другим оборудованием, а также ёмкость для хранения гипса[4][3].
- Полимеризационная — в ней выплавляется восковая композиция протеза, готовятся формовки и полимеризуется пластмасса[4].
- Паяльная — в которой проводятся работы по пайке, сварке, термической обработке литья, гильз для коронок, отбеливание протезов из металла в растворах кислот и т. п., для чего помещение оборудовано муфельной печью, электрической плиткой, вытяжным шкафом[5].
- Полировочная — где шлифуют и полируют любые виды готовых протезов[2][6].
- Литейная — в данном помещении проводятся все подготовительные работы и непосредственно литьё металлических деталей и каркасы цельнолитых протезов[7][8]. Очень часто является отдельной и обособленной единицей в производстве зубных протезов, может выступать в качестве централизованной литейной лаборатории для небольших зуботехнических лабораторий. В крупных зуботехнических лабораториях, а также в зуботехнических лабораториях, уделяющих много значения точности и качеству зубных протезов, может быть организована литейная комната внутри зуботехнической лаборатории. В литейной лаборатории находятся литейные и пескоструйные аппараты, муфельные печи, вакуумный смеситель и другое оборудование.
- Помещение для керамики и металлокерамики — появилось в связи с внедрением керамических и металлокерамических протезов в ортопедическую стоматологию[3]. В них для работы используют электрошпатель и воскотопку, а поверхность рабочего стола должна быть гладкой[9].

Некоторые помещения могут быть объединены.
Лаборатории (образца XXI века) обычно самостоятельные структуры связанные с ортопедическими кабинетами лишь договорными отношениями, реже находятся в составе стоматологической клиники. 
Такие лаборатории отличаются своим устройством от выше описаных.  
Имеют помещения следующего назначения.:
- Основное  помещение или чистая техническая.  — в ней изготавливаются основные зубные протезы и аппараты[2], предназначена для работы с керамикой, пластмассой, металлами и воском. Оснащена зуботехническими столами.
- Гипсовочная  или грязная техническая —   в ней совмещено оборудование для проведения  работ связанных с  гипсом, пластмассой, литьём металлов, паковки кювет и опок, пескоструйной обработки.  В  частности для получения моделей и их гипсовки в артикуляторы, окклюдаторы и кюветы[3]; в гипсовочной лаборатории может находиться аппаратура для полимеризации пластмассовых протезов и полировальное оборудование, оснащена гипсовочным столом, вибро столиком, триммером, и другим оборудованием, а также ёмкость для хранения гипса[4][3]. в ней выплавляется восковая композиция протеза, готовятся формовки и полимеризуется пластмасса[4]. муфельной печью, электрической плиткой, вытяжным шкафом[5]. где шлифуют и полируют любые виды готовых протезов[2][6].
- Литейная — в данном помещении проводятся все подготовительные работы и непосредственно литьё металлических деталей и каркасы цельнолитых протезов[7][8]. Очень часто является отдельной и обособленной единицей в производстве зубных протезов, может выступать в качестве централизованной литейной лаборатории для небольших зуботехнических лабораторий. В крупных зуботехнических лабораториях, а также в зуботехнических лабораториях, уделяющих много значения точности и качеству зубных протезов, может быть организована литейная комната внутри зуботехнической лаборатории. В литейной лаборатории находятся литейные и пескоструйные аппараты, муфельные печи, вакуумный смеситель и другое оборудование.

## Рабочее место зубного техника
В основном помещении зуботехнической лаборатории находится рабочее место зубного техника  — специальный стол оборудованный местным освещением,  вытяжной вентиляцией,  микромотором, и микроскопом. .